# باشگاه بسکتبال ذوب‌آهن
تیم بسکتبال ذوب‌آهن اصفهان یک تیم بسکتبال ایرانی است  که در شهر اصفهان قرار دارد. این تیم با سابقه که در اولین دوره لیگ بسکتبال باشگاهی ایران در سال ۱۳۵۴ (جام ولیعهد) به مقام چهارم کشور دست یافت،  این تیم بین سال‌های ۱۹۹۱ تا ۱۹۹۳ با نام شهرداری اصفهان به رقابت می‌پرداخته است. مالک این باشگاه، کارخانه ذوب‌آهن اصفهان است. تیم زنان این باشگاه در لیگ برتر بسکتبال زنان ایران شرکت می‌کند و در لیگ سال ۱۳۹۴ به مقام سومی کشور دست یافت.

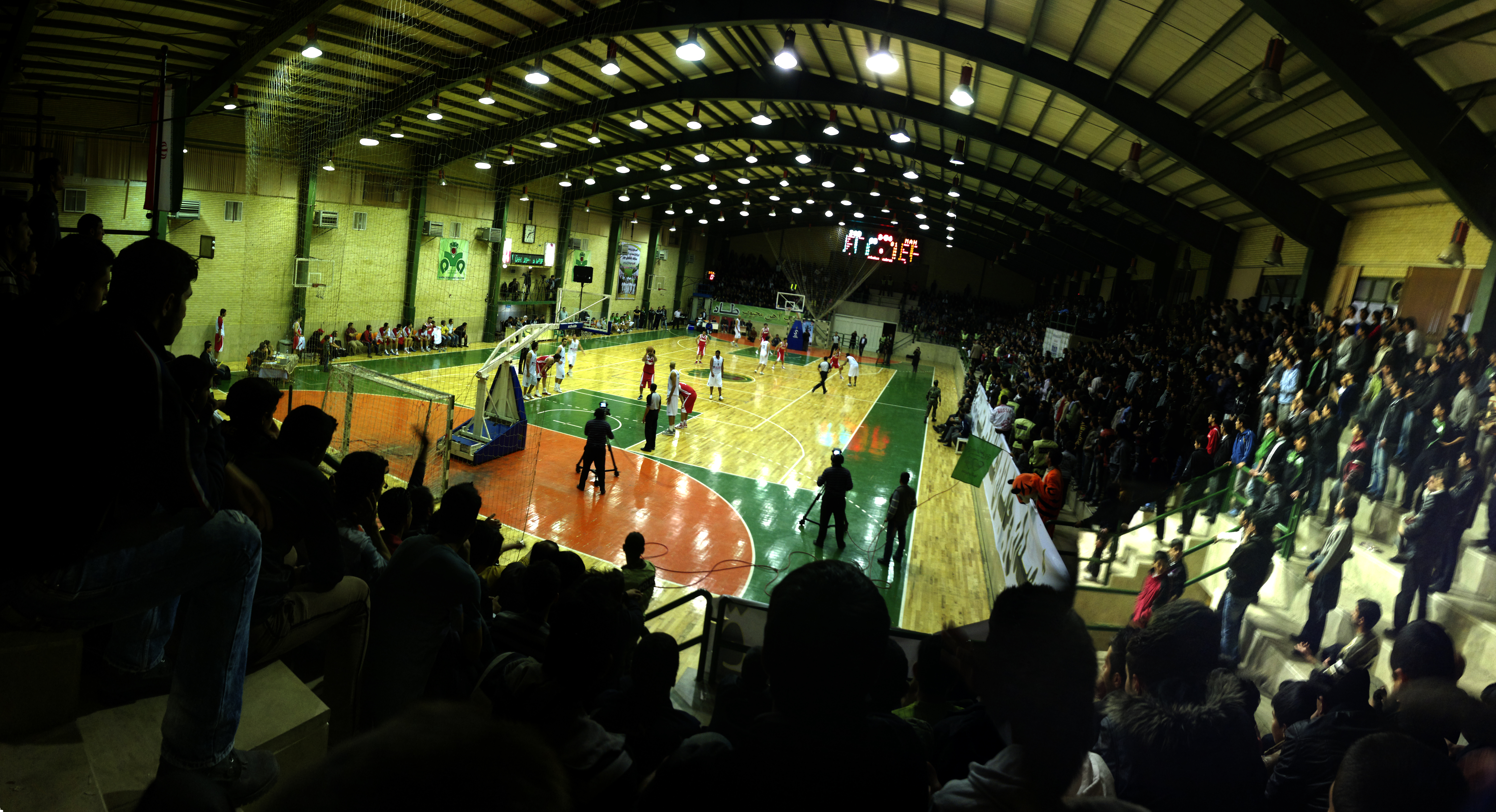
ورزشگاه ملت اصفهان، ورزشگاه اختصاصی باشگاه بسکتبال ذوب آهن اصفهان

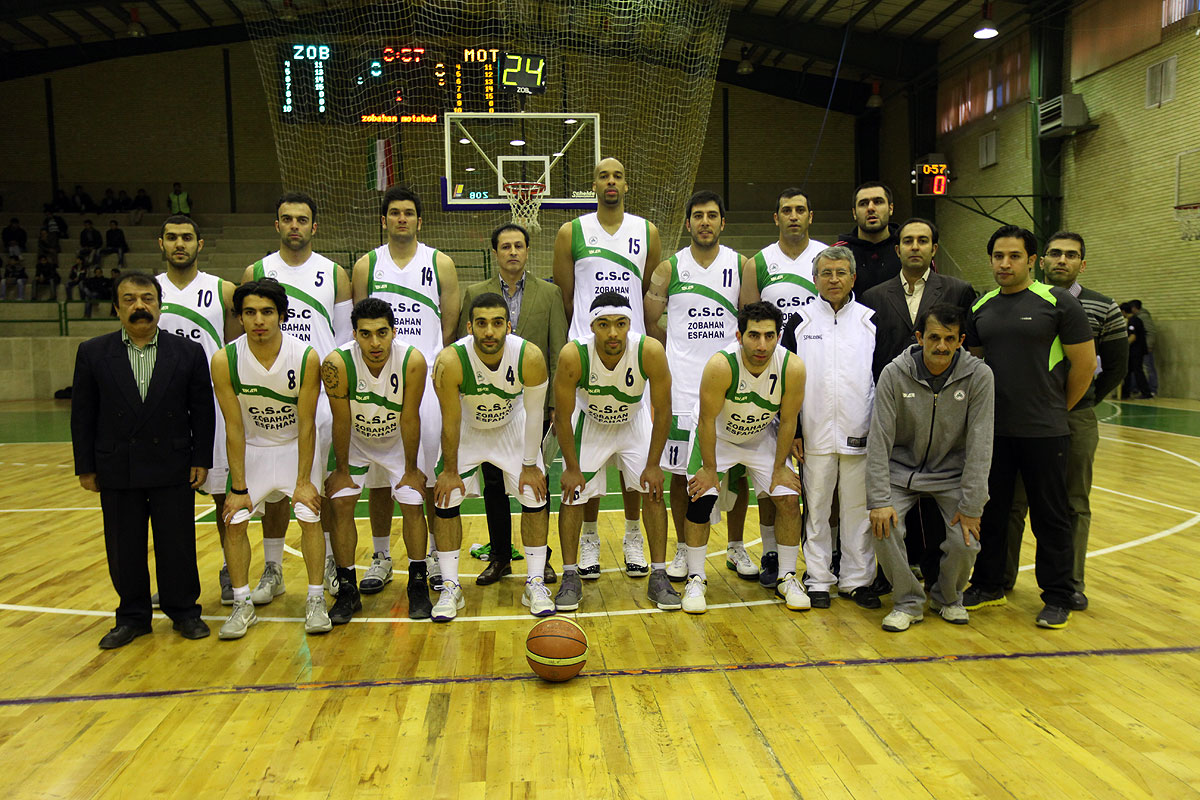
اعضای تیم باشگاه بسکتبال ذوب آهن اصفهان

## سوابق مسابقات
باشگاه بسکتبال ذوب آهن اصفهان تنها نماینده شهرستان اصفهان است که توانسته است ۹ بار قهرمانی و ۶ بار نایب قهرمانی در رقابت‌های لیگ برتر به دست آورد.

### جام ولیعهد
- ۱۳۵۴: چهارمی
- ۱۳۵۵:
- ۱۳۵۶:

### لیگ برتر
- ۱۹۹۱–۹۲: قهرمان
- ۱۹۹۲–۹۳: قهرمان
- ۱۹۹۳–۹۴: قهرمان
- ۱۹۹۴–۹۵: قهرمان
- ۱۹۹۵–۹۶: نایب قهرمان
- ۱۹۹۶–۹۷: قهرمان
- ۱۹۹۷–۹۸: نایب قهرمان
- ۱۹۹۸–۹۹: قهرمان
- ۱۹۹۹–۰۰: قهرمان
- ۲۰۰۰–۰۱: قهرمان
- ۲۰۰۱–۰۲: قهرمان
- ۲۰۰۳–۰۴: مقام سوم
- ۲۰۰۴–۰۵: مقام سوم
- ۲۰۰۵–۰۶: مقام ششم
- ۲۰۰۶–۰۷: مقام چهارم
- ۲۰۰۷–۰۸: مقام چهارم
- ۲۰۰۸–۰۹: نایب قهرمان
- ۲۰۰۹–۱۰: نایب قهرمان
- ۲۰۱۰–۱۱: نایب قهرمان

### جام قهرمانان غرب آسیا
- ۱۹۹۸: مقام سوم
- ۲۰۰۰: نایب قهرمان
- ۲۰۰۲: مقام چهارم
- ۲۰۰۳: مقام سوم
- ۲۰۱۰: مقام سوم
- ۲۰۱۱: مقام چهارم

### جام قهرمانان آسیا
- ۱۹۹۰: مقام چهارم
- ۱۹۹۵: مقام هفتم
- ۱۹۹۷: مقام هشتم
- ۲۰۰۰: مقام هفتم
- ۲۰۰۱: مقام نهم

## اسامی بازیکنان تیم
| شماره | نام بازیکن        | نقش         | قد   |
| ۵     | سجاد مشایخی       | PG          | ۱٫۸۴ |
| ۷     | پیام کیانی        | SF          | ۱٫۹۷ |
| ۳     | محمدرضا بهرام زاد | SG          | ۱٫۸۵ |
| ۶     | فرید اصلانی       | شوتینگ گارد | ۱٫۹۴ |
| ۷۷    | مجید رحیمیان      | SF          | ۲٫۰۱ |
| ۹     | علیرضا مرتضوی     | PG          | ۱٫۸۰ |
| ۱۰    | علی مالکی         | PG          | ۱٫۹۰ |
| ۹۹    | محمدرضا اکبری(C)  | PF          | ۲٫۰۲ |
| ۱۲    | محمدحسین احمدی    | [           |      |
| ۱۳    | امیر صدیقی        |             |      |
| ۱۴    | محمد یوسف وند     | C           |      |
| ۹     | محمد ترابی        | PG          | ۱٫۷۵ |
| ۱۵    | حمید ضیایی        | SF          | ۱۹۸  |

| پست      | نام         |
| -------- | ----------- |
| سرمربی   | مهران حاتمی |
| کمک مربی | حمیدرضا شمس |
|          |             |

## بازیکنان قابل توجه تیم ذوب آهن اصفهان
| - نستوراس کوماتوس - رضا عبداللهی - حامدآفاق - جواد داوری - ارسلان کاظمی - حمید کلاه سنگیانی - بابک نظافت - جابر روزبهانی - محسن صادق زاده - ایمان زندی - حسین بیگی - توماس ناگش - عثمان بارو - پیتر آرسیک - چریس کامرون - مارلون گارنت - کوین جانسن - مک جونز - کارلوس پاور - کلوین وارنت - روگر واشینگتن |